# Sanża Bałdanow
Sanża Bałdanow, ros. Санжа Балданов (ur. 3 maja?/15 maja 1896 w stanicy Bałtajewskaja, zm. w 1982) – kałmucki działacz emigracyjny, członek Kałmuckiego Komitetu Narodowego podczas II wojny światowej.
Brał udział w I wojnie światowej, dochodząc do stopnia chorążego. Na początku 1918 r. wstąpił do nowo formowanych wojsk Białych. Uczestniczył w I Marszu Kubańskim (Lodowym). Był dwukrotnie odznaczany. W połowie listopada 1920 r. wraz z pozostałymi wojskowymi został ewakuowany z Krymu do Gallipoli. Na emigracji zamieszkał w Królestwie SHS. Następnie przeniósł się do Francji. Na początku lat 30. sprawował funkcję atamana kałmyckiego chutoru kozackiego w Décines-Charpieu pod Lyonem. Od poł. 1934 r. był sekretarzem Związku Kałmuków w Paray-le-Monial. W II połowie lat 30. przeniósł się do Paryża, gdzie pracował jako dostarczyciel towarów. Po ataku wojsk niemieckich na ZSRR 22 czerwca 1941 r., przybył do Berlina, wchodząc w skład Kałmuckiego Komitetu Narodowego. W październiku 1942 r. wraz z innym emigracyjnym działaczem kałmuckim Szambą Balinowem odwiedził okupowaną przez Niemców Elistę. Po zakończeniu wojny powrócił do Francji. W 1957 r. współzakładał Dom Kałmucki. Stanął na czele Stowarzyszenia Kałmuckiego w Paryżu i Związku Kałmuckiego we Francji. Został członkiem kierownictwa Dońskiego Stowarzyszenia Wojskowego. W 1965 r. objął funkcję jego wiceprzewodniczącego. Działał też w Związku Kozackim. W 1963 r. był członkiem komitetu ds. wydania książki Nikołaja I. Jewsiejewa pt. "Dikoje pole" ("Дикое поле"). Od 1969 r. wchodził w skład kolegium redakcyjnego czasopisma paryskiego "Rodimyj kraj" ("Родимый край").